# Nina Abramowna Woronel
Nina Abramowna Woronel (russisch Нина Абрамовна Воронель, Geburtsname Roginkina/Рогинкина; * 28. Februar 1932 in Charkow) ist eine russisch-ukrainisch-israelische Physikerin und Schriftstellerin.

## Leben
Nina, Tochter eines Wirtschaftsprofessors, schloss 1954 ihr Physik-Studium an der Universität Charkow ab. Nach der Begegnung mit Kornei Iwanowitsch Tschukowski beschloss sie, sich der Literatur zuzuwenden. 1956–1960 studierte sie am Maxim-Gorki-Literaturinstitut mit Spezialisierung auf Übersetzungen aus der englischen Literatur. 1961 fand ihre Übersetzung des Gedichts The Ballad of Reading Gaol von Oscar Wilde breite Anerkennung. 1965 schrieb sie ihre ersten Erzählungen für Kinder. Ihr erstes Theaterstück Lest den Brief! (1968) wurde nach der ersten Aufführung in Perm verboten, und der Regisseur wurde entlassen. Darauf konnte sie nichts mehr aufführen lassen und publizieren. Ihre weiteren Stücke wurden nun von ihrem Mann, dem Physiker Alexander Wladimirowitsch Woronel, in seiner Samisdat-Zeitschrift Juden in der UdSSR publiziert.
1972 beantragte Nina die Ausreise aus der UdSSR nach Israel, was ihr 1974 genehmigt wurde. 1975 erhielt sie die israelische Staatsbürgerschaft. Sie ist Redakteurin der populären vierteljährlichen russischsprachigen Literatur-Zeitschrift 22 in Tel Aviv und hat einen Sohn Wladimir. 2003 erschien ihre Übersetzung des Romans Mr. Sammlers Planet von Saul Bellow. Ihre Memoiren sind umstritten.